# Le Complexe de Thénardier
Le Complexe de Thénardier est une pièce de théâtre de José Pliya créée en novembre 2002 au théâtre du Rond-Point dans une mise en scène de Jean-Michel Ribes. Le titre de l'œuvre tient son nom du couple Thénardier dans le roman Les Misérables de Victor Hugo.

## Argument
Dans un pays indéterminé, un génocide a lieu. La Mère recueille Vido. Vido décide finalement de s'en aller, mais la Mère décide de la retenir.

## Distribution (2002)
- Laure Calamy : Vido
- Marilú Marini : La Mère